# Patinatge de velocitat en pista curta als Jocs Olímpics d'hivern de 2010 - 5.000 metres relleus masculins
Als Jocs Olímpics d'Hivern de 2010 celebrats a la ciutat de Vancouver (Canadà) es disputà una prova de patinatge de velocitat en pista curta sobre una distància de 5.000 metres en categoria masculina i en la modalitat de relleus que formà part del programa oficial dels Jocs.
La prova es disputà el dia 17 de febrer de 2010 a les instal·lacions del Pacific Coliseum. Hi participaren un total de 8 comitès nacionals diferents.

## Resum de medalles
| Or | Argent                                                                             | Bronze                                                                                 |
| CanadàCharles Hamelin · François Hamelin · Olivier Jean · François-Louis Tremblay · Guillaume Bastille | Corea del SudKwak Yoon-Gy · Lee Ho-Suk · Lee Jung-Su · Sung Si-Bak · Kim Seoung-Il | Estats UnitsJohn Celski · Travis Jayner · Jordan Malone · Apolo Anton Ohno · Simon Cho |

## Resultats

### Semifinal
| Pos. | Mànega | Nom             | CON                                                                     | Temps    | Notes |
| ---- | ------ | --------------- | ----------------------------------------------------------------------- | -------- | ----- |
| 1    | 1      | Corea del Sud   | Kim Seoung-Il Kwak Yoon-Gy Lee Ho-Suk Sung Si-Bak                       | 6:43.845 | QA    |
| 2    | 1      | Estats Units    | J.R. Celski Simon Cho Travis Jayner Apolo Ohno                          | 6:46.369 | QA    |
| 3    | 1      | França          | Maxime Chataignier Thibaut Fauconnet Benjamin Mace Jean Charles Mattei  | 6:51.071 | q     |
| 4    | 1      | Itàlia          | Nicolas Bean Yuri Confortola Claudio Rinaldi Nicola Rodigari            | -        | DSQ   |
| 1    | 2      | R.P. de la Xina | Han Jialiang Liu Xianwei Ma Yunfeng Song Weilong                        | 6:43.601 | QA    |
| 2    | 2      | Canadà          | Guillaume Bastille Charles Hamelin Olivier Jean Francois-Louis Tremblay | 6:43.610 | QA    |
| 3    | 2      | Alemanya        | Paul Herrmann Tyson Heung Sebastian Praus Robert Seifert                | 6:47.289 | QB    |
| 4    | 2      | Regne Unit      | Anthony Douglas Jon Eley Tom Iveson Jack Whelbourne                     | 6:50.618 | QB    |

### Finals

#### Final B
| Pos. | CON        | Nom                                                      | Temps    | Notes |
| ---- | ---------- | -------------------------------------------------------- | -------- | ----- |
| 6    | Regne Unit | Anthony Douglas Jon Eley Jack Whelbourne Paul Worth      | 6:50.045 |       |
| 7    | Alemanya   | Paul Herrmann Tyson Heung Sebastian Praus Robert Seifert | 6:50.119 |       |

#### Final A
| Pos. | CON             | Nom                                                                     | Temps    | Notes |
| ---- | --------------- | ----------------------------------------------------------------------- | -------- | ----- |
| 1    | Canadà          | Charles Hamelin François Hamelin Olivier Jean Francois-Louis Tremblay   | 6:44.224 |       |
| 2    | Corea del Sud   | Kwak Yoon-Gy Lee Ho-Suk Lee Jung-Su Sung Si-Bak                         | 6:44.446 |       |
| 3    | Estats Units    | J.R. Celski Travis Jayner Jordan Malone Apolo Ohno                      | 6:44.498 |       |
| 4    | R.P. de la Xina | Han Jialiang Liu Xianwei Ma Yunfeng Song Weilong                        | 6:44.630 |       |
| 5    | França          | Maxime Chataignier Thibaut Fauconnet Jerermy Masson Jean Charles Mattei | 6:51.566 |       |